# Lance Kinsey
Lance Kinsey (ur. 13 czerwca 1954 w Calgary) – kanadyjski aktor i scenarzysta. Najlepiej znany jest z roli porucznika Proctora w serii filmów Akademia Policyjna.

## Filmografia
- 1985: Akademia Policyjna 2: Pierwsze zadanie jako porucznik Proctor
- 1986: Akademia Policyjna 3: Powrót do szkoły jako porucznik Proctor
- 1987: Akademia Policyjna 4: Patrol obywatelski jako porucznik Proctor
- 1988: Akademia Policyjna 5: Misja w Miami Beach jako porucznik Proctor
- 1989: Akademia Policyjna 6: Operacja Chaos jako porucznik Proctor
- 1992: Przypadkowy bohater jako sanitariusz
- 1993: Strzelając śmiechem jako Irv
- 1994: Milczenie baranów jako przesłuchujący oficer
- 1998: Odkrycie profesora Krippendorfa jako dyrektor szkoły Reese
- 2003: Łowca snów jako Hofferman
- 2014: X-Men: Przeszłość, która nadejdzie jako ochrona bezpieczeństwa Pentagonu